# Angoustrine-Villeneuve-des-Escaldes
Angoustrine-Villeneuve-des-Escaldes (tiếng Catalunya: Angostrina i Vilanova de les Escaldes) là một xã thuộc tỉnh Pyrénées-Orientales trong vùng Occitanie phía nam Pháp. Xã này nằm ở khu vực có độ cao trung bình 1380 mét trên mực nước biển.

## Thông tin nhân khẩu
| Năm | 1962 | 1968 | 1975 | 1982 | 1990 | 1999 |
| --- | ---- | ---- | ---- | ---- | ---- | ---- |
| Dân số | 494  | 505  | 573  | 556  | 600  | 549  |
| From the year 1962 on: No double counting—residents of multiple communes (e.g. students and military personnel) are counted only once. |      |      |      |      |      |      |